# Themiste lageniformis
Themiste lageniformis är en stjärnmaskart som beskrevs av Baird 1868. Themiste lageniformis ingår i släktet Themiste och familjen Themistidae. Inga underarter finns listade i Catalogue of Life.